# Sittenwidrigkeit (Deutschland)
Als Sittenwidrigkeit wird der Verstoß gegen moralische Maßstäbe, die nicht in Verbotsgesetzen positiviert sind, bezeichnet. Weil der Bestand dieser moralischen Maßstäbe von so hoher Bedeutung für die Rechtsgemeinschaft ist, ordnet die Generalklausel des § 138 Abs. 1 BGB die Nichtigkeit dagegen verstoßender Geschäfte an (sog. Eliminationszweck). Dies gilt etwa für Knebelverträge oder andere die wirtschaftliche Betätigungsfreiheit unter Ausnutzung von Machtstellungen beschränkende Gestaltungen. Ein weiteres, in § 138 Abs. 2 BGB aber gesondert geregeltes Beispiel sind wucherische Geschäfte.

## Begriff der Sittenwidrigkeit
Die Sittenwidrigkeit ist als Tatbestandsmerkmal ein unbestimmter Rechtsbegriff, dessen materieller Gehalt in einer pluralistischen Gesellschaft schwer zu ermitteln ist. Die Rechtsprechung stellt bei seiner Auslegung in Anlehnung an eine vom Bundesgerichtshof in den 1950er Jahren aufgegriffene Formel des Reichsgerichts darauf ab, ob das in Frage stehende Geschäft „das Anstandsgefühl aller billig und gerecht Denkenden“ verletzt. Praktisch werden die Prinzipien und Werte zur Beurteilung herangezogen, die sich aus der allgemeinen Rechtsordnung ergeben. Dies gilt in besonderem Maße für die Grundrechte. Vermittelt unter anderem durch § 138 Abs. 1 BGB entfalten sie mittelbare Drittwirkung und können damit auch im Verhältnis von Privatpersonen zueinander Bedeutung gewinnen. Auch die Sozialstaatklausel (Art. 20 Abs. 1 GG, Art. 28 GG) wirkt auf den Begriff der Sittenwidrigkeit ein. Wenn und soweit wirklich das Anstandsgefühl aller billig und gerecht Denkenden zur Auslegung herangezogen wird, kommt es auf den Durchschnitt der anerkannten Maßstäbe innerhalb der betroffenen Gruppe an, weshalb besonders strenge wie auch besonders liberale Ansichten Einzelner unberücksichtigt bleiben.
Der rechtliche Bezug der Sittenwidrigkeit auf Rechtsgeschäfte ist dabei vom generellen Begriff der Sittlichkeit zu trennen. Der Begriff der Sittenwidrigkeit hat nicht in erster Linie einen moralischen Inhalt und damit auch nicht die gesellschaftliche Dimension von Sittlichkeit. Ein möglicherweise unsittliches Rechtsgeschäft ist nicht notwendig sittenwidrig im rechtlichen Sinn.
Die Sittenwidrigkeit hängt eng mit dem rechtlichen Grundsatz von Treu und Glauben zusammen.
Aus der aktuellen Rechtsprechung lautet ein typischer Obersatz wie folgt: 
„Nach § 138 Abs. 1 BGB ist ein Rechtsgeschäft nichtig, wenn es nach seinem aus der Zusammenfassung von Inhalt, Zweck und Beweggrund zu entnehmenden Gesamtcharakter mit den grundlegenden Wertungen der Rechts- und Sittenordnung nicht zu vereinbaren ist (...). Dies ist aufgrund einer umfassenden Gesamtwürdigung unter Berücksichtigung aller zum Zeitpunkt des Vertragsschlusses vorliegenden relevanten Umstände zu beurteilen (...). In subjektiver Hinsicht genügt es, wenn der Handelnde die Tatsachen kennt, aus denen sich die Sittenwidrigkeit ergibt oder wenn er sich der Kenntnis bewusst verschließt oder entzieht, dagegen sind ein Bewusstsein der Sittenwidrigkeit und eine Schädigungsabsicht nicht erforderlich (...).“

## Rechtsfolgen der Sittenwidrigkeit

### Privatrecht
Ist ein Rechtsgeschäft sittenwidrig, so gilt es von Anfang an als nichtig § 138 Abs. 1 BGB. Hierdurch werden die Vertragsfreiheit (sogenannte Privatautonomie, Art. 2 Abs. 1 GG) und auch die Rechtssicherheit eingeschränkt, da die gerichtliche Prüfung von Rechtsgeschäften immer nur im Nachhinein erfolgt. Andererseits werden aber auch regelmäßig die Interessen schwächerer Vertragspartner, insbesondere rechtlich unerfahrener Einzelpersonen (beispielsweise Mieter, Kreditnehmer, Bürgen) und die Interessen am Vertrag Unbeteiligter, etwa der Allgemeinheit, besonders gewürdigt.
Wegen des im deutschen Zivilrecht geltenden Abstraktionsprinzips ist nur der Vertrag nichtig, in dem selbst der die Sittenwidrigkeit begründende Umstand liegt. Regelmäßig werden aber mehrere Verträge geschlossen, etwa indem eine Sache gekauft wird und der Verkäufer dann in einem gesonderten Vertrag das Eigentum an der Sache auf den Käufer überträgt (der in einem dritten Vertrag den Kaufpreis auf den Verkäufer überträgt). Unabhängig von dem sittenwidrigen Vertrag bleiben die anderen Verträge wirksam. Daher verliert der Kreditnehmer eines sittenwidrigen Kreditvertrages nicht plötzlich das Eigentum an der ausgezahlten Kreditsumme. Mit der Nichtigkeit des Kreditvertrages besteht allerdings kein Rechtsgrund für die Auszahlung der Kreditsumme, so dass diese nach den Vorschriften über die ungerechtfertigte Bereicherung zurückzuerstatten ist. Nur in Ausnahmefällen schlägt die Sittenwidrigkeit eines Vertrages auch auf die anderen Verträge durch. So kann dies beispielsweise bei einer Übersicherung durch Globalzession von Forderungen anzunehmen sein. Hier begründet gerade die weitere Abtretung die Übersicherung und Sittenwidrigkeit.
Auch in anderen Rechtsnormen des Zivilrechtes wird auf den Verstoß gegen die Sitten Bezug genommen. Im Deliktsrecht wird in § 826 BGB ein Schadensersatzanspruch bei vorsätzlicher sittenwidriger Schädigung gewährt, im Bereicherungsrecht sieht § 819 BGB eine verschärfte Haftung des Empfängers einer sittenwidrigen Leistung vor.

### Strafrecht
Im Strafrecht kann Sittenwidrigkeit die Einwilligung zu einer Körperverletzung unwirksam machen, so dass dieser Rechtfertigungsgrund entfällt (§ 228 StGB) und die Tat damit rechtswidrig wird. Dabei sind in erster Linie der Umfang der vom Opfer hingenommenen körperlichen Misshandlung oder Gesundheitsschädigung und der Grad der damit verbundenen Leibes- oder Lebensgefahr maßgeblich.

### Verwaltungsrecht
§ 44 Abs. 1 Nr. 6 Verwaltungsverfahrensgesetz (VwVfG) und die entsprechenden Verwaltungsverfahrensgesetze der Bundesländer sehen vor, dass ein Verwaltungsakt, der gegen die guten Sitten verstößt, nichtig ist. Er entfaltet insofern von Anfang an keine Rechtswirkungen und muss daher auch nicht im Widerspruchsverfahren angefochten werden.

## Einzelbeispiele für Sittenwidrigkeit
In Literatur und Rechtsprechung hat sich eine äußerst umfangreiche Kasuistik zur Sittenwidrigkeit entwickelt. Im Folgenden kann daher nur auf einzelne Beispiele eingegangen werden.

### Prostitution
Obschon Generalklauseln eine restriktive Anwendung verlangen, wurden Rechtsgeschäfte mit Bezug auf sexuelles Verhalten gegen Entgelt als sittenwidrig eingestuft. Davon betroffen waren insbesondere die Abrede zwischen einer Prostituierten und einem Freier. Da das Rechtsgeschäft gem. § 138 Abs. 1 BGB als nichtig angesehen wurde, hatte eine Prostituierte zunächst also keinen Anspruch auf Entgelt. Dieser Anspruch wurde erst durch das 2001 eingeführte Prostitutionsgesetz (ProstG) gewährt.
Nach einer in der zivilrechtlichen Literatur verbreiteten Ansicht konnte das ProstG die Sittenwidrigkeit nicht aufheben, sondern gewährt nur ausnahmsweise trotz der Sittenwidrigkeit des Vertrages einen Anspruch auf den Lohn nach Erbringung der sexuellen Handlungen. Allerdings vertritt die höchstrichterliche Rechtsprechung des Bundesgerichtshofes zumindest in Strafsachen die Ansicht, dass seit Erlass des ProstG ein Prostitutionsvertrag nicht von vorneherein als sittenwidrig zu beurteilen sei. Nach Ansicht des Verwaltungsgerichtes Berlin war die Prostitution bereits vor dem Prostitutionsgesetz nicht mehr sittenwidrig: „Die staatliche Verpflichtung zum Schutz der Menschenwürde (Art. 1 Abs. 1 Satz 2 GG) darf nicht dazu missbraucht werden, den Einzelnen durch einen Eingriff in die individuelle Selbstbestimmung gleichsam vor sich selbst zu schützen“.
Der Europäische Gerichtshof hat klargestellt, dass Prostitution zu den Erwerbstätigkeiten gehört, die „Teil des gemeinschaftlichen Wirtschaftslebens“ im Sinne von Art. 2 EG-Vertrag sind.

### Bankwesen

#### Kreditverträge
Eine große Bedeutung hat die Sittenwidrigkeit bei der Vergabe von Darlehen durch Banken und bei der Kreditsicherung erfahren. So gilt ein Kreditvertrag als sittenwidrig, wenn zwischen Leistung und Gegenleistung ein auffälliges Missverhältnis besteht und der Kreditgeber die schwächere Stellung des Kreditnehmers bewusst ausnutzt und sich leichtfertig der Erkenntnis verschließt, dass der schwächere Teil sich nur wegen seiner Lage seinen Bedingungen unterwirft. Von einem auffälligen Missverhältnis wird in der Regel ausgegangen, wenn der vertragliche Zinssatz den marktüblichen Effektivzinssatz um 100 % oder absolut um 12 %-Punkte übersteigt.

#### Verträge über Kreditsicherheiten
Neben der möglichen Sittenwidrigkeit des Kreditgeschäftes selbst hat auch die krasse finanzielle Überforderung von Angehörigen bei der Kreditsicherung, vor allem durch Bürgschaften und gesamtschuldnerische Haftung, eine große Bedeutung erlangt. Die höchstrichterliche Rechtsprechung ging bis 1993 davon aus, dass es im Rahmen der Vertragsfreiheit Angehörigen auch möglich sei, sich selbst auch über die eigene finanzielle Leistungsfähigkeit hinaus für Kreditgeschäfte von Angehörigen zu verpflichten. Ein Beschluss des Bundesverfassungsgerichtes vom 19. Oktober 1993 stellte dann fest, dass im Rahmen der mittelbaren Drittwirkung von Grundrechten es Zivilgerichten obliegt, Verträge auf Sittenwidrigkeit zu überprüfen, wenn eine strukturelle Unterlegenheit des einen Vertragsteils erkennbar ist und er hierdurch in seiner Vertragsfreiheit beeinträchtigt ist. Die neuere Rechtsprechung geht daher davon aus, dass, wenn eine Bürgschaft wegen einer starken emotionalen Verbundenheit eingegangen wurde und der Bürge krass finanziell überfordert wird, ein Bürgschaftsvertrag sittenwidrig sei. Eine solche krasse Überforderung liegt beispielsweise vor, wenn voraussichtlich nicht einmal die laufenden Kreditverpflichtungen bedient werden können. Besteht eine derartige finanzielle Überforderung, wird eine tatsächliche, allerdings widerlegbare, Vermutung für eine emotionale Verbundenheit angenommen.

##### Neukredite
Kredite und Sicherheitenwert müssen in einem angemessenen Verhältnis zueinander stehen. Dabei werden bankübliche Abschläge (Beleihungsgrenzen) von der Rechtsprechung akzeptiert; denn Bewertungsrisiken und -unschärfen ist angemessen Rechnung zu tragen. Eine ursprüngliche Übersicherung liegt vor, wenn bereits bei Abschluss des Sicherungsvertrags gewiss ist, dass bei einer späteren Verwertung ein auffälliges Missverhältnis zwischen dem realisierbaren Wert der Sicherheit und der gesicherten Forderung bestehen wird. Eine derartige unangemessene Übersicherung liegt vor, wenn der im Verwertungsfall realisierbare Sicherheitenwert von revolvierenden Globalsicherheiten die Kredithöhe um mehr als 10 % dauerhaft übersteigt. Die Übersicherung muss ferner auf einer verwerflichen Gesinnung des Sicherungsnehmers beruhen. Davon kann ausgegangen werden, wenn „der Sicherungsnehmer aus eigensüchtigen Gründen eine Rücksichtslosigkeit gegenüber den berechtigten Belangen des Sicherungsgebers an den Tag legt, die nach sittlichen Maßstäben unerträglich ist“. Die ursprüngliche Übersicherung macht den Sicherungsvertrag sittenwidrig, wenn er im Zeitpunkt seines Abschlusses nach seinem – aus der Zusammenfassung von Inhalt, Beweggrund und Zweck zu entnehmenden – Gesamtcharakter mit den guten Sitten nicht vereinbar ist.

##### Verwaltung von Kreditsicherheiten
Auch bei Kredittilgungen muss das angemessene Verhältnis gegenüber dem Wert der Sicherheiten jederzeit beibehalten bleiben, weil ansonsten nachträgliche Übersicherung eintritt. Insbesondere Zession und Sicherungsübereignung als nicht akzessorische Sicherheiten unterliegen wegen der fehlenden Rückübertragungsautomatik dieser Gefahr. Enthält der Sicherheitenvertrag keine ausdrückliche oder eine unangemessene Deckungsgrenze, so beträgt diese Grenze bezogen auf den realisierbaren Wert der Sicherungsgegenstände 110 % der gesicherten Forderung.
Durch die verbraucherrechtlichen Bestimmungen der §§ 305 ff. BGB werden jedoch insbesondere die bankrechtlichen Anwendungsfälle dieser Generalklausel zurückgedrängt; § 307 BGB als „Lex specialis“ besitzt gegenüber der Generalklausel des § 138 BGB Vorrang.

### Weitere Beispiele
Weitere Beispiele für Sittenwidrigkeit sind ein „Vertrag auf Begehung einer Straftat“, „Bestechung“, ein allzu großes Missverhältnis zwischen Leistung und Gegenleistung (laesio enormis) oder die übersteigerte Ausnutzung einer wirtschaftlichen Machtstellung wie die Umgehung eines Streikverbots mit atypischen Mitteln des Arbeitskampfes durch einen Sick-out.  Beim Wucher wird oftmals eine Schwäche des Vertragspartners, beispielsweise seine Unerfahrenheit oder eine Zwangslage ausgenutzt.